# قلعة الشيخ بوعمامة

قلعة الشيخ بوعمامة ومقر زاويته (بولاية النعامة حاليًا).

تقع قلعة الشيخ بوعمامة جنوب ولاية النعامة بـ 120كم عبر طريق بشار تحتوي على مناظر سياحية ومحطات للصخور المنقوشة منذ 8000 سنة قبل الميلاد (81 محطة) وأبراج وواحة ومتحف مصنف وطنيا منذ أكثر من 10 سنوات يحتوي على أشياء مهمة جديرة بالمشاهدة والمعاينة .

## وصلات خارجية
- قلعة الشيخ بوعمامة بولاية النعامة - الخبر - يومية جزائرية مستقلة
- مناطق سياحية رائعة بولاية النعامة على يوتيوب- (فيديو)
- صور لقلعة الشيخ بوعمامة بمقرار /العين الصفراء ولاية النعامة/ على يوتيوب(فيديو)